# Baía da Ribeira das Cabras
A baía da Ribeira das Cabras é uma baía portuguesa localizada na freguesia de Praia do Norte, concelho da Horta, ilha do Faial, Açores.
Esta baía localiza-se nas coordenadas geográficas de latitude 38.6 e de longitude de -28.75, entre a Baía da Areia da Quinta e o Porto da Fajã, local da freguesia da Praia do Norte. A ribeira das Cabras deságua nesta baía.